# Waleria Puffke
Waleria Puffke (ur. 14 stycznia 1852 w Lipnicy, zm. 8 grudnia 1915 w Poznaniu) – polska działaczka oświatowa.

## Życiorys
Pochodziła z polsko-niemieckiej rodziny ziemiańskiej. Jej rodzicami byli Maurycy i Emma z Kurowskich Śreniawitów (pedagog). W Kostrzynie ukończyła szkołę średnią, a następnie (do 1872) kontynuowała naukę w poznańskiej Szkole Ludwiki (Królewskie Seminarium dla Wychowawczyń i Nauczycielek). Początkowo pracowała jako nauczycielka domowa. Od 1878 do 1881 wykładała język polski oraz muzykę w Instytucie dla Panien przy Hotelu Lambert w Paryżu. Po powrocie do Poznania była nauczycielką w Wyższej Szkole Żeńskiej Anastazji Warnka przy placu Wiosny Ludów (wówczas plac Piotra 4). Tłumaczyła również powieści z języka francuskiego i angielskiego. Były one następnie publikowane na łamach Dziennika Poznańskiego, Tygodnika Powieści i Dwutygodnika dla Kobiet.
W 1892 założyła szkółkę freblowską dla panien powyżej 15. roku życia, kształcącą tzw. bony freblowskie. Mieściła się ona w kamienicy Anny Wilczyńskiej przy ulicy Strzeleckiej 5. Program szkoły zakładał harmonijny rozwój intelektualny i fizyczny uczennic, wpajanie im miłości do Boga, natury oraz piękna, punktualności, pilności, posłuszeństwa, dobrych obyczajów, a także zamiłowanie do życia towarzyskiego i koleżeńskiego. Placówką kierowała wraz z Anielą Swinarską i Klarą Meyer, przywiązując dużą wagę do kultywowania języka polskiego i stosowania różnego rodzaju gier oraz zabaw freblowskich (piłki, klocki, itp.). Prace uczennic pokazano m.in. na Wystawie Robót Kobiecych w Poznaniu (kwiecień – maj 1894, Hotel Victoria przy ulicy 27 Grudnia) oraz na Wystawie Krajowej we Lwowie (1894).
W 1893 przy szkółce otwarła roczne Seminarium Wyższych Bon Freblowskich dla dziewcząt powyżej 16. roku życia, legitymujących się wcześniejszym odpowiednim wykształceniem w szkołach publicznych. Od 1895 udzielano tam prywatnych lekcji języka polskiego. Jesienią 1895 placówki przeniesiono do okazalszej kamienicy przy ulicy Długiej 4, niedaleko Zielonych Ogródków.
W 1899 wydała obszerny podręcznik Zabawy, gimnastyka i pogadanki w szkółce freblowskiej, który był jednym z pierwszych prezentujących tę materię w języku polskim (w 1911 Dziennik Poznański wydrukował drugie wydanie tej pozycji). W 1912 rozwinęła działalność, rozszerzając program nauczania swojej szkoły o wychowanie obywatelskie, gramatykę i literaturę niemiecką, fizykę i rozszerzone rachunki.
W swej twórczości pedagogicznej prezentowała własny podział gier ruchowych dla dzieci przedszkolnych, oparty na marszach prostych i mieszanych, grach kołowych, ćwiczeniach wszystkich zmysłów, ramion, rąk oraz palców, gonitwach i tańcach. Zakładała przestrzeganie reguł i progresywność doskonalenia dzieci. Kładła nacisk na wychowanie estetyczne i moralne (m.in. "wierszyki o nastroju uczuciowym"). W jej modelu nauczyciel, będący wzorem postępowania dla dziecka, miał być osobą prezentującą wzorową postawę chrześcijańską, osobą rozsądną, wyrozumiałą, akceptującą wszystkie dzieci i traktującą je na tych samych zasadach.
Została pochowana na cmentarzu świętowojciechowym w Poznaniu (obecnie na stokach Cytadeli). Nie założyła rodziny.